# HMS Australia (1886)
Den engelske panserkrydser Australia var bygget af stål, og Orlando-klassen på syv skibe var større udgaver af den beskyttede krydser Mersey, men forsynet med sidepanser. Sammenlignet med den foregående Imperieuse-klasse var sejlrigningen droppet fra starten, og det kom der nogle langt mere vellykkede skibe ud af. Imidlertid indtraf der samme problemer som under bygningen af den klasse, i og med at skibene blev tungere end planlagt, og dermed kom til at ligge dybere i vandet, hvorved sidepanseret blev næsten værdiløst. I Royal Navy tog man konsekvensen af denne udvikling og byggede ikke flere krydsere med sidepanser (dvs. panserkrydsere) i en periode på næsten 10 år.
På deres prøvetogter var alle skibene hurtigere end de bestilte 18 knob, idet de nåede mellem 18,8 knob (Australia) og 19,4 knob (Undaunted).
Australia var det første skib i den britisk flåde med dette navn. De to senere navnesøstre var begge under australsk flag (med forbogstaverne HMAS i stedet for HMS). Australia henviser til den daværende koloni Australien.

## Tjeneste
Australia blev sendt til tjeneste ved Middelhavsflåden. I 1893 blev den tilknyttet kystforsvars-eskadren i hjemlige engelske farvande. Australia blev solgt i 1905.